# シナー人

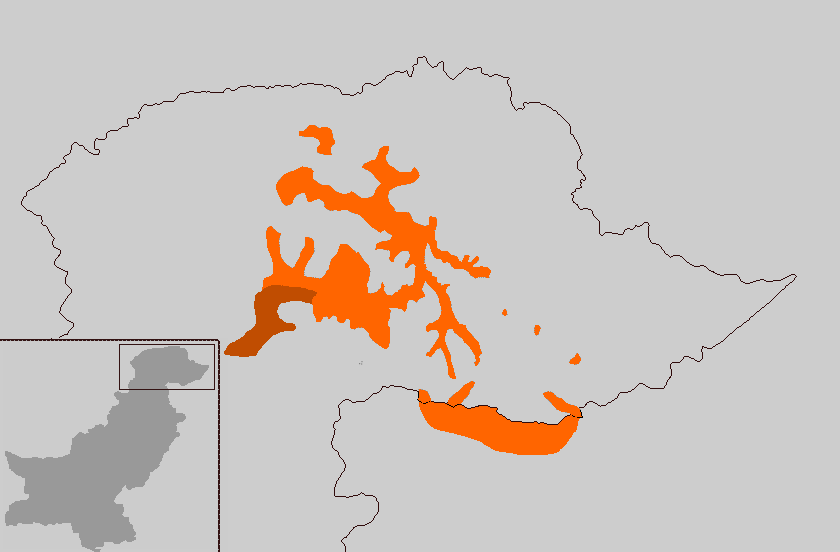
シナー語の分布図

シナー人はダルド人に属する部族である。シーナー人、シン人とも呼ばれる。パキスタンのギルギット・バルティスタン州南部とカイバル・パクトゥンクワ州のチトラルとインダス・コヒスタン西部とインドのジャンムー・カシミール州の北部にあるドラスやグレズに居住している。
インド・ヨーロッパ語族インド・イラン語派ダルド語群に属するシナー語（シーナー語）を話している。